# Kris Hogg
Kris Hogg (ur. 17 czerwca 1986 w Sicamous, Kolumbia Brytyjska) – kanadyjski hokeista.

## Kariera
- Kamloops Blazers (2002-2005)
- Lethbridge Hurricanes (2005-2007)
- Phoenix Roadrunners (2007)
- Lakehead Thunderwolves (2007-2011)
- Missouri Mavericks (2011-2012)
- Fife Flyers (2012-2013)
- Utah Grizzlies (2013-2014)
- Tilburg Trappers (2014)
- Missouri Mavericks (2015)
- Ciarko PBS Bank KH Sanok (2015)

Przez pięć sezonów w barwach dwóch klubów występował w kanadyjskiej juniorskiej lidze WHL w ramach CHL. Po drugim sezonie, w drafcie NHL z 2004 został wybrany przez Calgary Flames (przekazany przez New Jersey Devils, Columbus Blue Jackets i Carolina Hurricanes). W 2007 rozegrał fazę play-off w amerykańskiej lidze ECHL, a od 2007 do 2011 przez cztery lata był zawodnikiem drużyny uniwersyteckiej Lakehead Thunderwolves uczelni Lakehead University z Thunder Bay w rozgrywkach akademickich Canadian Interuniversity Sport (CIS). Sezon 2011/2012 rozegrał w lidze amerykańskiej CHL, sezon 2012/2013 w brytyjskiej EIHL (w barwach szkockiego klubu Fife Flyers z Kirkcaldy), sezon 2013/2014 ponownie w ECHL (w grudniu 2013 został zawieszony przez władze ligi za uderzenie rywala kijem w twarz). Od sierpnia do 2014 był zawodnikiem holenderskiego klubu. W styczniu 2015 był znów zawodnikiem Missouri Mavericks w ECHL. Pod koniec stycznia 2015 został zawodnikiem polskiego klubu Ciarko PBS Bank KH Sanok w rozgrywkach Polskiej Hokej Ligi. Odszedł z klubu po zakończeniu sezonu.
W trakcie kariery określany pseudonimem Hogger.

## Sukcesy
Klubowe
- Finał konferencji CHL: 2012 z Missouri Mavericks

Indywidualne
- WHL 2006/2007:
  - Piąte miejsce w klasyfikacji strzelców w sezonie zasadniczym: 39 goli[10][11]
- CIS (OUA Zachód) 2007/2008:
  - Skład gwiazd pierwszoroczniaków
- CHL 2011/2012:
  - Najlepszy pierwszoroczniak miesiąca – październik 2011[12]
- EIHL (2012/2013):
  - Dziesiąte miejsce w klasyfikacji strzelców w sezonie zasadniczym: 29 goli
  - Czternaste miejsce w klasyfikacji kanadyjskiej w sezonie zasadniczym: 61 punktów[13]